# Nexum
Nexum, abgeleitet von nectere (binden), ist ein Begriff aus dem römischen Recht. Der Tatbestand geht auf das altzivile Zwölftafelgesetz zurück und beschreibt ein Geschäft der formgebundenen und symbolhaften Haftungsübernahme (Libralakt) durch Selbstverpfändung. Es war Bestandteil des ius civile und damit allein römischen Bürgern vorbehalten.
Die Selbstverpfändung diente regelmäßig zur Besicherung eines Darlehens (mutuum). Ausgehandelt wurde das Rechtsgeschäft mit Kupfer und Waage (negotium per aes et libram), denn es stammte aus einer Zeit, in der es noch keinen gemünzten Geldkreislauf gab. Der Wägemeister, der selbst römischer Bürger war, wog dem Zahlungsempfänger das Kupfer zu und der Empfänger sprach die Wortformel des Zwecks der Leistung. Die Besonderheit des nexum lag zusätzlich noch darin, dass sich der Schuldner mittels eines Manzipationsaktes in die Gewalt des Gläubigers begab. 
Lag beim Schuldner zum vereinbarten Zeitpunkt die Unmöglichkeit oder Unfähigkeit zur Rückzahlung vor, unterfiel er der Schuldknechtschaft. In der ultima ratio konnte aufgrund der Gewaltherrschaft über den Schuldner, dessen Verdingung an die Sklaverei (trans tiberim), folgen. Zahlte der Schuldner das Darlehen zurück, erlosch das Forderungsrecht ipso iure. In seiner Frühform war dazu ein (ebenfalls förmliches) Erlassgeschäft notwendig (solutio per aes et libram).
Dem Zahlungsformalismus mit Kupfer und Waage unterfiel eine Mehrzahl von Rechtsgeschäften. Die in dieser Weise erfolgte Begründung einer Darlehensschuld verschwand allerdings im römischen Rechtswesen frühzeitig, weshalb die Spruchformel des nexum – im Gegensatz zu anderen Rechtsgeschäften – heute nicht mehr bekannt ist. Im Verlauf des ausgehenden 4. Jahrhunderts v. Chr., also ausgangs der frührepublikanischen Zeit, soll es schon keine Anwendung mehr gefunden haben, ersetzt durch die Forderungsbegründung mittels Stipulation.